# Spirits Dancing in the Flesh
Spirits Dancing in the Flesh — музичний альбом гурту Santana. Виданий у липні 1990 року лейблом Columbia. Загальна тривалість композицій становить 48:22. Альбом відносять до напрямку рок, хард-рок.

## Список пісень
1. «Let There Be Light»
2. «Gypsy Woman»
3. «It's a Jungle out There»
4. "Soweto "
5. «Choose»
6. «Peace on Earth…Mother Earth…Third Stone from the Sun»
7. «Full Moon»
8. «Who's that Lady»
9. «Jin-go-lo-ba»
10. «Goodness and Mercy»